# ヴァーラーナシー
ヴァーラーナシー（Varanasi、ヒンディー語: वाराणसी, [ʋäː.ɾä̃ːɳ.s̪iː]; サンスクリット: काशी vārāṇasī）は、インドのウッタル・プラデーシュ州、ヴァーラーナシー県の都市。同県の県都でもある。人口は約120万人（2011年）。
ガンジス川沿いに位置しヒンドゥー教の一大聖地として、インド国内外から多くの信者、巡礼者、観光客を集めるインド最大の宗教都市である。街の郊外には、釈迦が初めて説法を行ったサールナート（鹿野苑）がある。また古くは「カーシー国」とも称され、波羅奈国とも称された。ヒンドゥー教・仏教の聖地として重要な都市。

## 名称
ヴァーラーナシーのほかに、ワーラーナシー、ヴァーラーナスィーとも表記される。長母音を無視したヴァラナシ、バラナシ、ワラナシの表記もある。古名はカーシー（Kashi）。ヴァーラーナシーはサンスクリット語の読みであり、連邦公用語のヒンディー語ではバナーラス（Banāras）。かつては英領植民地時代に制定された英語表記のBenaresの誤読により、ベナレスとも日本語で称された。

## 歴史
ヴァーラーナシーの歴史は大変古く、インドの叙事詩『マハーバーラタ』にもその存在は記されている。紀元前6世紀になると、カーシー王国は、ガンジス川中流に位置するヴァーラーナシーを首都とし、釈迦より以前の時代には十六大国中最大の勢力を持った国であった。ヴァーラーナシーはガンジス川中流域の政治、経済、文化、宗教の中心地となる。バラモンが修行する宗教的な拠点でもあった。この国の王はその巨大な経済力と軍事力をもって一切の諸王の帝王（サッバラージューナム・アッガラージャ）たることを目指した。
紀元前4世紀には、インド初の統一王朝となるマウリヤ朝が成立するとその支配下におかれた。4世紀以降は主にヒンドゥー教を保護する王朝が続くグプタ朝の治下に置かれ、6世紀にはカナウジ王国（マウカリ朝）に併合された。7世紀前半には、ハルシャ王のヴァルダナ朝の一部を形成した。428年にはカーシー・ヴィシュヴァナート寺院が建設される等、ヴァーラーナシーおけるシヴァ崇拝が決定的になる。こうしてこの時代ヴァーラーナシーは聖地として重要性が決定的になった。ラージプート時代の混乱が続中、ヴァーラーナシーは11世紀の最後の25年間は、ガーハダヴァーラ朝の首都であった。
12世紀末、アフガニスタンのゴール朝にイスラーム教勢力に征服された。その後のデリー・スルターン朝時代においても、トゥグルク朝やローディー朝による破壊を受けた。イスラームの勢力が大きくなり、侵略・破壊が行われ、ヒンドゥー教寺院や仏教寺院、ジャイナ教寺院などが破壊された。16世紀に至るまでイスラーム勢力による侵略と破壊が繰り返される。破壊された寺院の跡にはモスクが建設された。
16世紀に成立したムガル帝国のもとでは、3代皇帝アクバルが宗教寛容策を採ったことで知られるように、イスラーム教徒、ヒンドゥー教徒の共存が図られたため、ヴァーラーナシーの再建が進んだ。
だが、17世紀に厳格なスンナ派である6代皇帝アウラングゼーブが即位すると、再び聖像崇拝禁止の方針がとられ、街の多くの宗教施設が破壊された。カーシー・ヴィシュヴァナート寺院もこのとき破壊され、代わりにギャーンヴァーピー・モスクが建設された。
18世紀初頭、アウラングゼーブが逝去しムガル帝国が弱体化すると、帝国中に無法行為が横行し始めた。ムガル帝国の没落とマラーター王国の隆盛は同時に起きた。ヒンドゥー教を深く信仰していたマラーター人達は、ヒンドゥー帝国の支持者であり、ヴァーラーナシーに格別の愛着を持っていた。彼らはイスラーム教徒の支配によって手ひどい損害を被ったその都市の名声と栄光を回復したいとの願いを抱いていた。マラーター王国はヴァーラーナシーを領有することはなかったが、様々な宗教活動を通しヴァーラーナシーに富を注ぎ、寺院とガート（沐浴場）の建設、施食所の設置と支援を行った。マラーター王国関係による建設及び再建は、ダシャーシュワメーダ・ガート、マニカルニカー・ガート、ハリシュチャンドラ・ガート等々数多い。
1725年にムガル皇帝に徴税権を認められたマーナス・ラーム（ヒンドゥー教徒）のもとで、徐々に街の復興が進んでいき、息子のバルワント・シング（バルワーン・シング）の代にヴァーラーナシーは復興した。彼は1750年に居城ラームナガル城を建設した。
1780年には、マラーター諸侯のアヒリヤー・バーイー・ホールカルによって、カーシー・ヴィシュヴァナート寺院も再建された。また、ヴァーラーナシーのアヒリヤー・ガートは彼女の名にちなむ。
しかし、18世紀後半よりイギリス東インド会社の進出が本格化し、ヴァーラーナシーは藩王国としてイギリスの統治下におかれた。ベナレスという呼称は、このイギリス統治時代のものである。現存している建物の多くは、8世紀以降に建てられたものである。

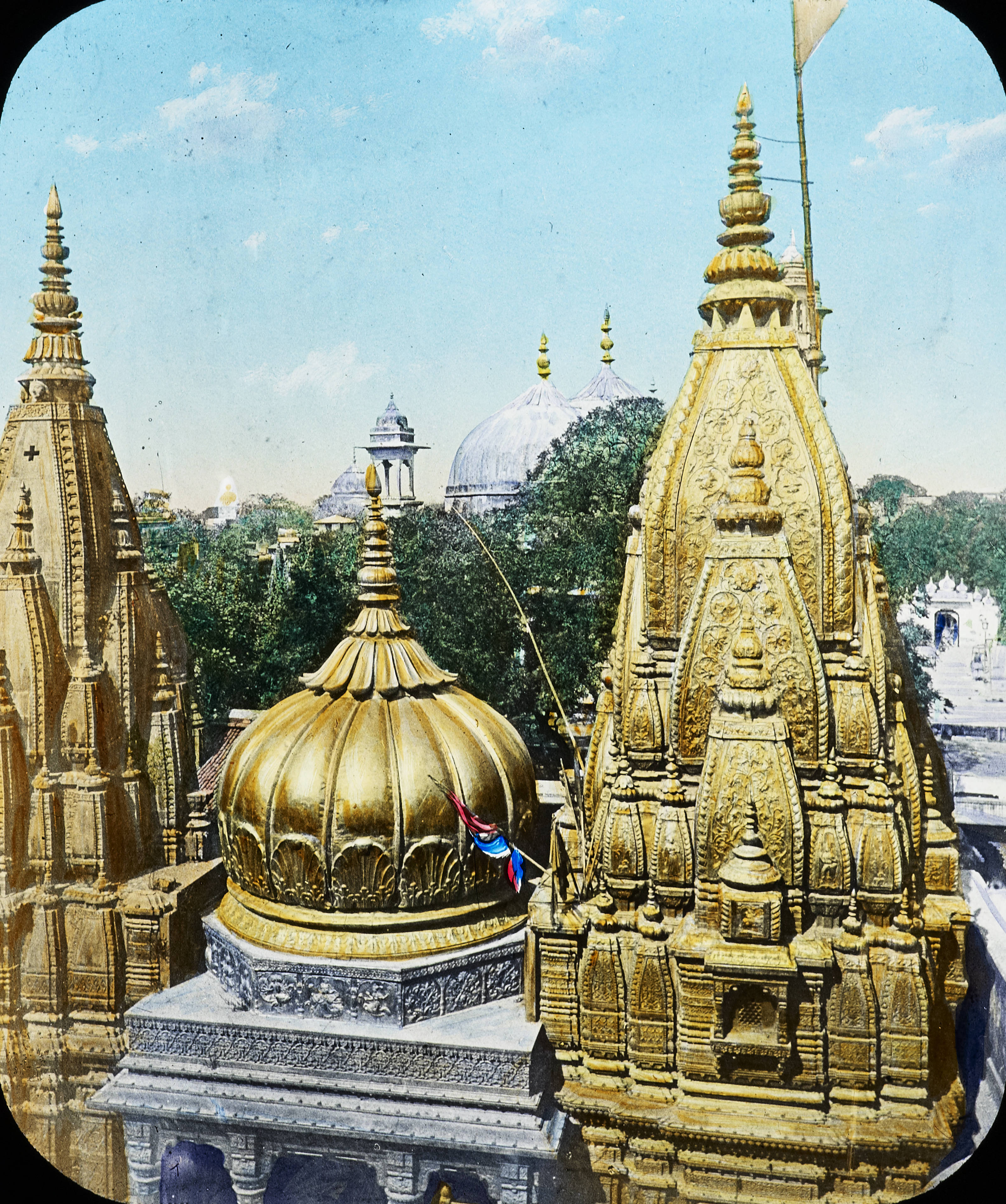
カーシー・ヴィシュヴァナート寺院（黄金寺院）
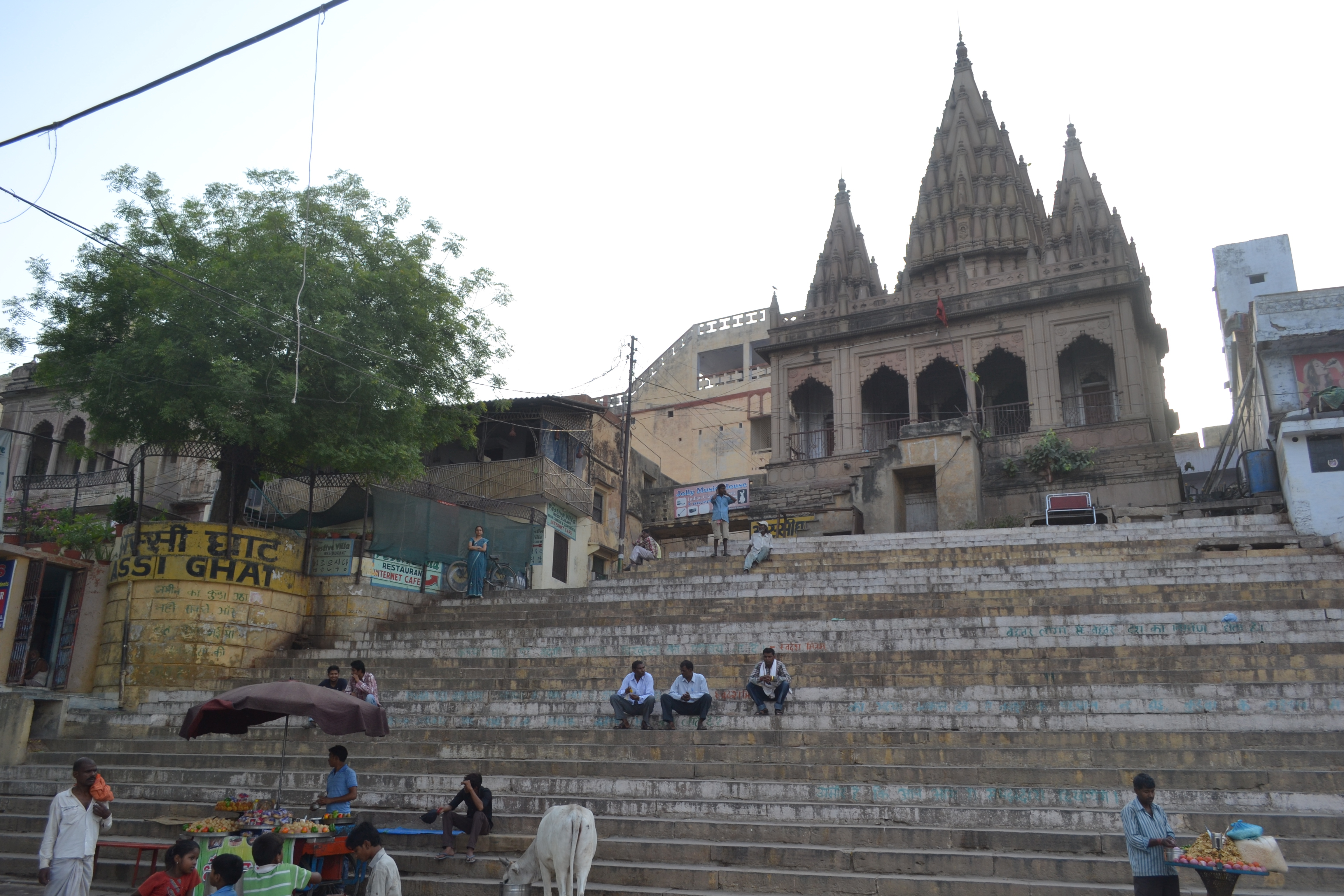
アッシー・ガート。マラーター諸侯の建設
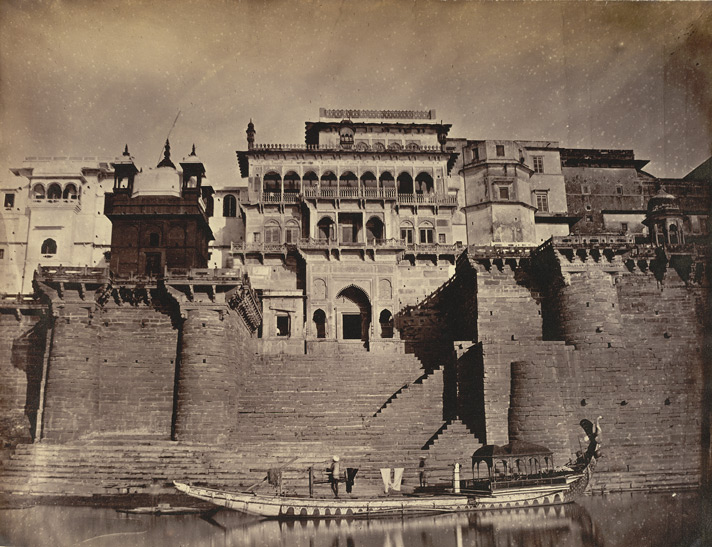
ラームナガル城

## 地勢 産業

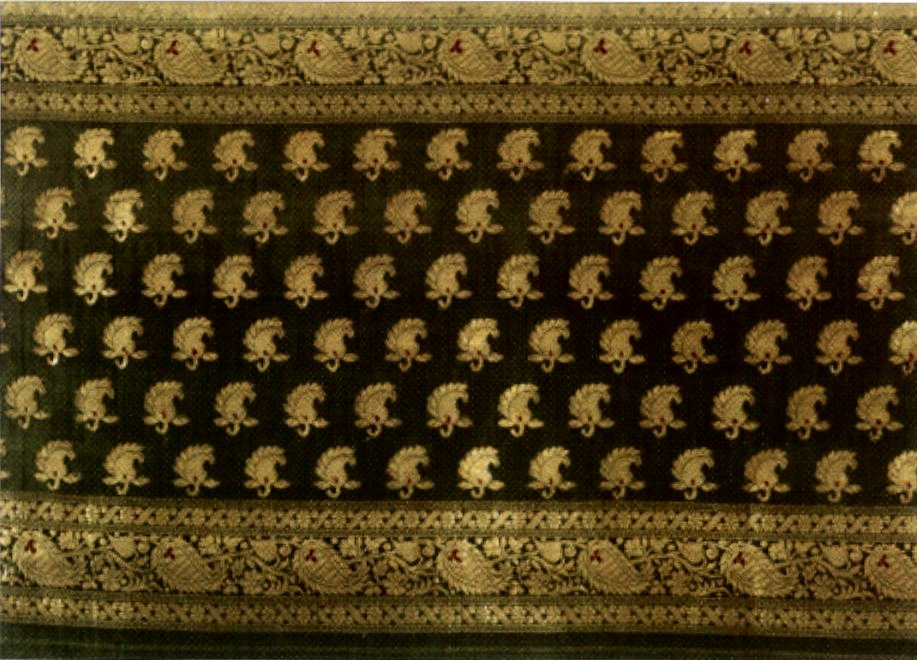
ヴァーラーナシー・シルク

ヴァーラーナシーという街の呼称は、「ヴァルナーとアッスィーに挟まれた街」から由来するという見解が有力である。主たる産業は第3次産業で、第2次産業の工業は約50%が軽工業の紡績である。伝統的小規模産業として絹織業、工芸品、真鍮製品、銅製品、木・粘土玩具、金の装飾品、キンマの葉、乳製品などである。絹のサリー生産が代表的である。
近隣の都市としては、約50キロ南西のミールザープル、120キロ西のアラーハーバードなどが挙げられる。

## 死に出の地

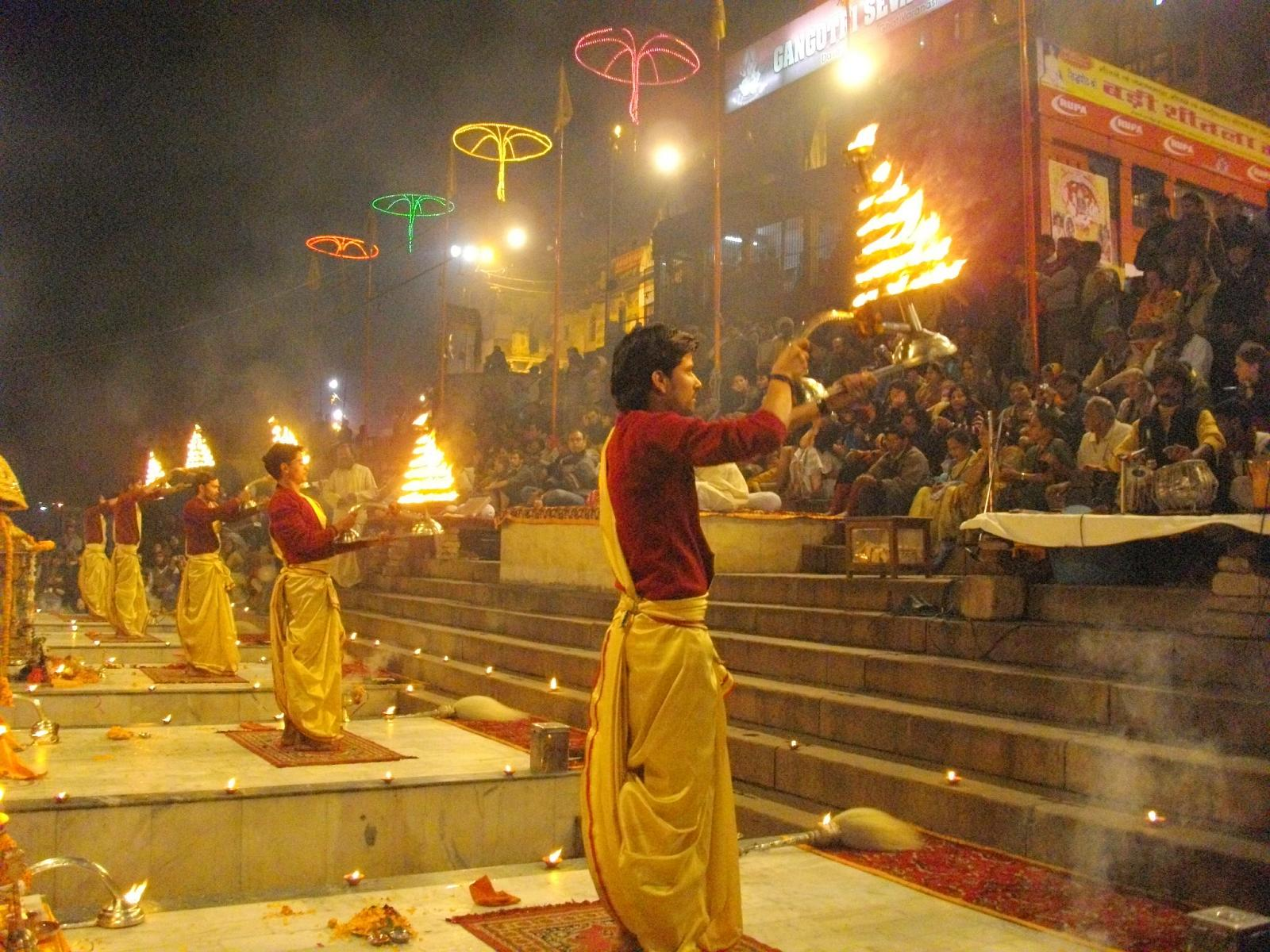
プージャー（礼拝）

ヴァーラーナシーは、ヒンドゥー教における七聖都、三祖霊供養所の両方に名を連ねる。またインド国内外から多数の人々が大勢やってくる大巡礼地である。
ガートという傾斜した階段状の沐浴場があり、ガンジス川 の西岸、約 6.4 km間を 84 のガートにより形成されている。沐浴とはヒンドゥー教の身を清める儀式で、まず川に入り、太陽に向かい聖水を手に汲み、祈りの言葉をつぶやきながら太陽に捧げ、その後、自分の頭や体に水をかけて清める。沐浴は朝日に向かって行うのが最も良いとされており、そのためヒンドゥー教の巡礼者たちは早朝から、このガートからガンジスの水の中に浸り、朝日に祈りを捧げる。これが聖地ヴァーラーナシーを代表する光景となっている。
また、洗濯する人やヨーガを行う人がいたり、小広場や祝祭の場、レスリングの会場にもなるなど、宗教のみならず生活にも密着した日常生活と社交の場として機能している。
「パンチャティルティー・ヤートラ」という巡礼路があり、五つの聖地と川辺を巡るという。巡る五つの聖地が、最南端のアッシー・ガート、中央のダシャーシュワメーダ・ガート、最北端のアディ・ケーシャヴァ・ガートをまわり、南下してパンチャガンガー・ガート、マニカルニカー・ガートで構成されている。特にダシャーシュワメード・ガートは、常に多くの巡礼者が集まり、毎晩日没後に行われるヒンドゥー教の礼拝儀式プージャーは、ドラと太鼓の音に合わせて美しい歌のような祈りが朗々と響きわたり（独唱）、僧侶が花を浮かべ、川にむかって蜀台の火を掲げて祈りをささげる。礼拝が終わると信者は僧侶の祝福を受け、米をいただき、ろうそくをたてた花かごを川に浮かべる。

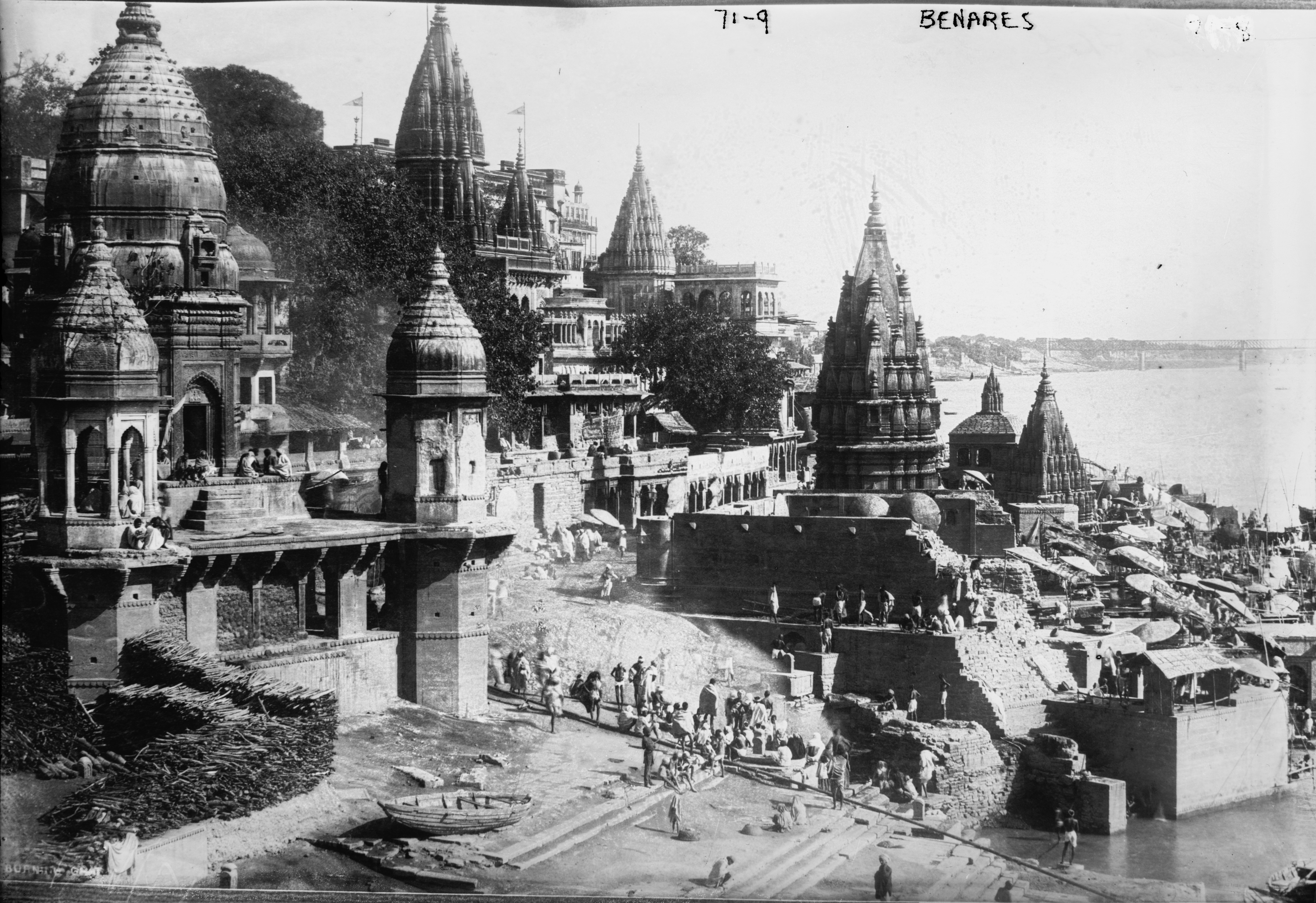
マニカルニカー・ガート

ヴァーラーナシーのガンガー近くで死んだ者は、輪廻から解脱できると考えられている。このためインド各地から多い日は100体近い遺体が金銀のあでやかな布にくるまれ運び込まれる。また、インド中からこの地に集まりひたすら死を待つ人々もいる。彼らはムクティ・バワン（解脱の館）という施設で死を待つ。ここでは24時間絶えることなくヒンドゥー教の神の名が唱えられる。亡くなる人が最期のときに神の名が聞こえるようにとの配慮である。ここで家族に見守られながら最期の時を過ごす。
マニカルニカー・ガートとハリシュチャンドラ・ガートは、火葬場としての役割を果たしており、死者はここでガンガーに浸されたのちにガートで荼毘に付され、遺灰はガンガーへ流される。しかし遺体がすべて燃えるまで荼毘に付されるわけではなく、身寄りがなく貯蓄もない者は荼毘に付す薪の量が足りず、生焼けのまま流されることも多い。赤ん坊、妊婦、蛇に噛まれて死んだ人は、黄色い布に包まれたまま船に乗せられ、川の中程まで出たところで浮いてこないように、重しとなる石を足にくくりつけ川に流される。これは、来世でもう一度生まれ変わってくることができるようにとの配慮である。と2つの火葬場はドームという同じ一族が取り仕切っており、働く人々も共通であり、交代勤務で約650人が働いている。火葬場を見下ろす一角には、火葬場を取り仕切ってきた一族ドームの長の座る場所がある。ここには聖なる火と呼ばれる種火が焚かれ、人々はこの火より火葬にする火種をもらう。ヴァーラーナシーは別名「大いなる火葬場」とも呼ばれており、年中煙の絶えることはない。なお、火葬場の写真撮影は厳格に禁止されている。インドの多くの人々は一生に一度、この巡礼路を歩くことを夢と考えている。
かつて、イギリスとインドの価値観（主にヒンズー教とキリスト教の死に対するもの）の違いからイギリス人による火葬場の郊外への移転が企てられた。これに対しベナレスの人々は強い異議を唱えた。火葬論争は30年にわたって続いた。この際の記録がベナレス市公文書館に残されている。「ベナレス市制報告書（1925年）」がそれであるが、ここにはこう記されている。「火葬場が町のために存在するのではない。町が火葬場のために存在するのである」。イギリス政府が認めざるを得なかった、ベナレスの死の伝統である。

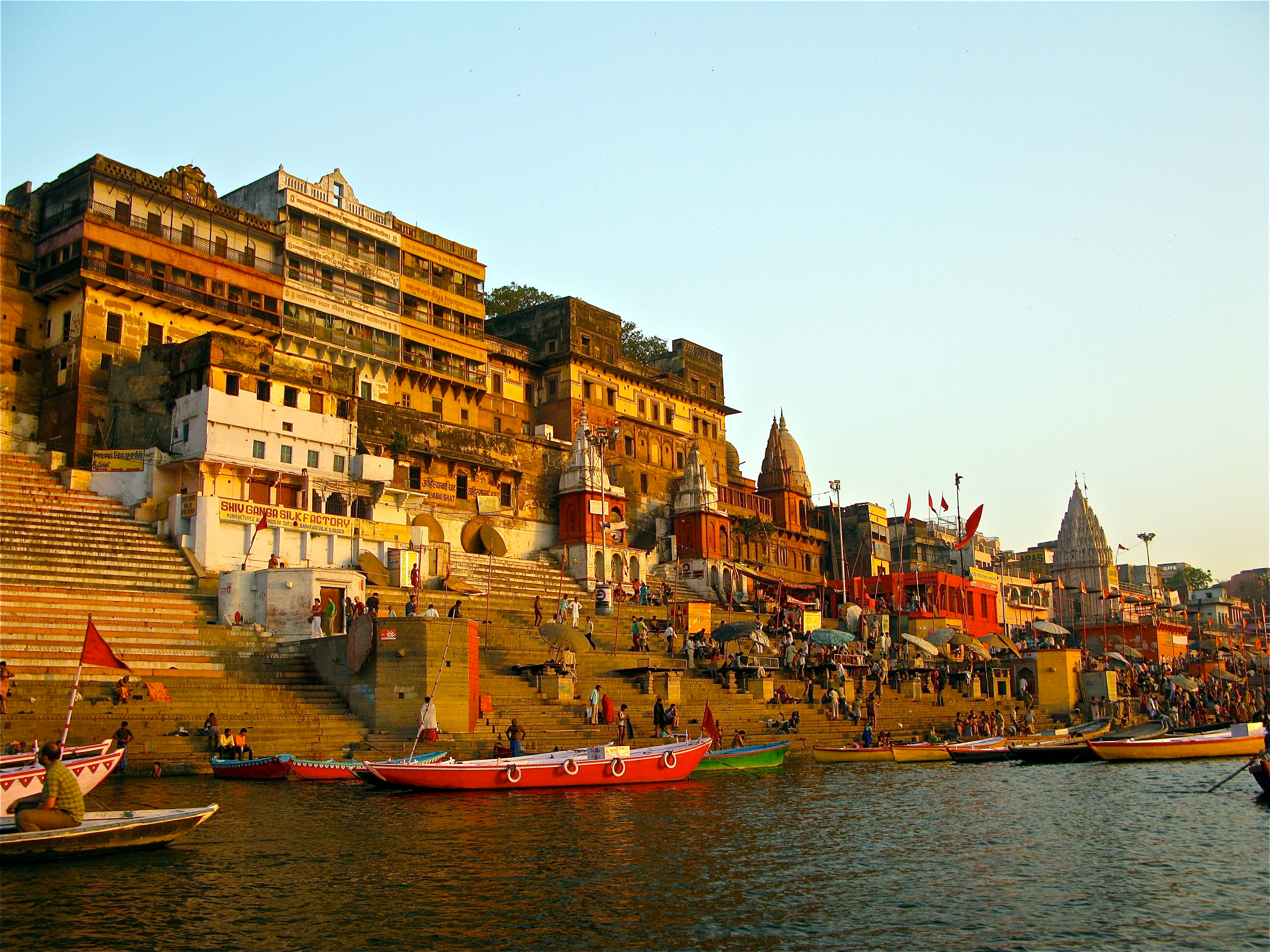
アヒリヤー・ガート
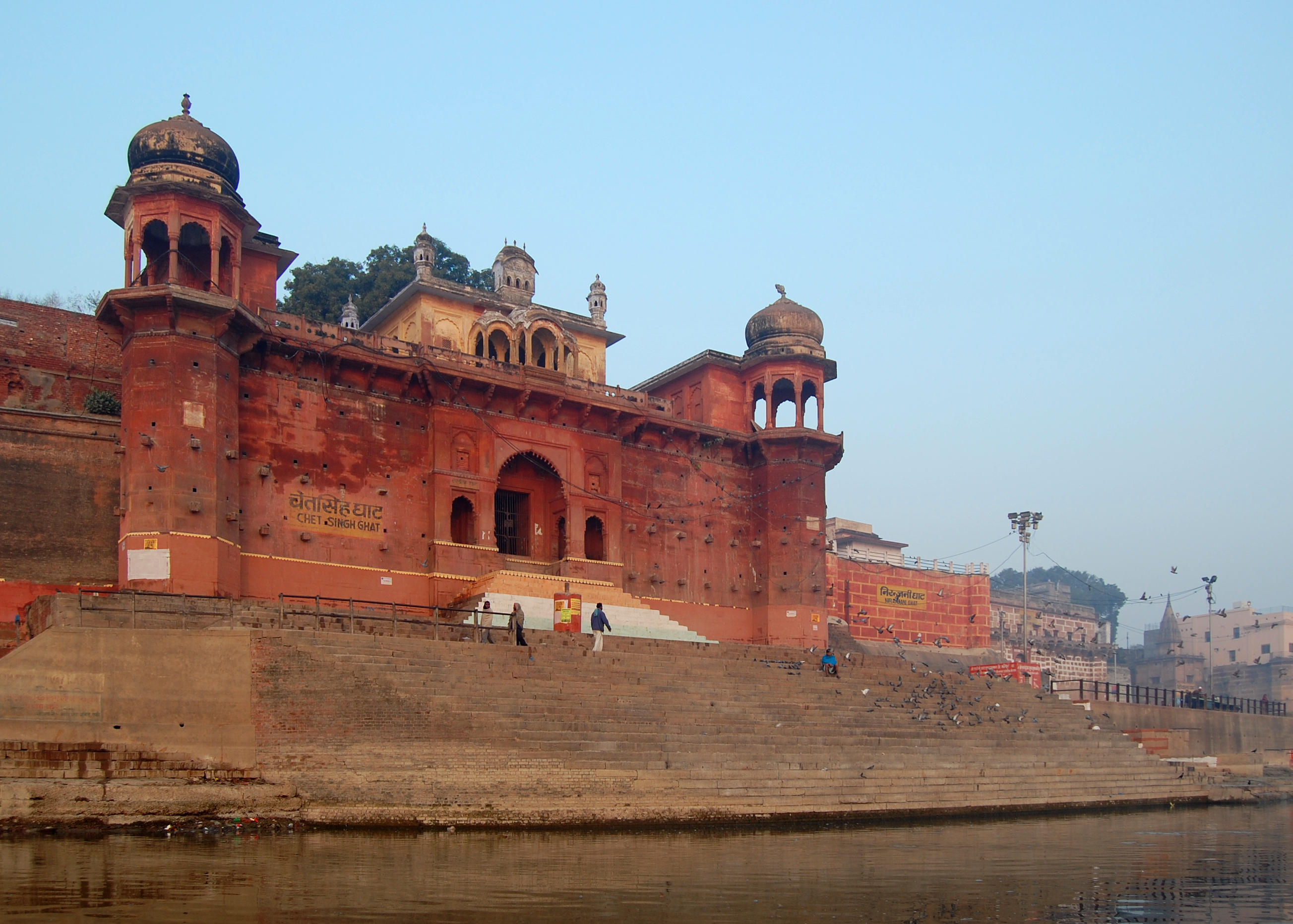
チェット・シング・ガート
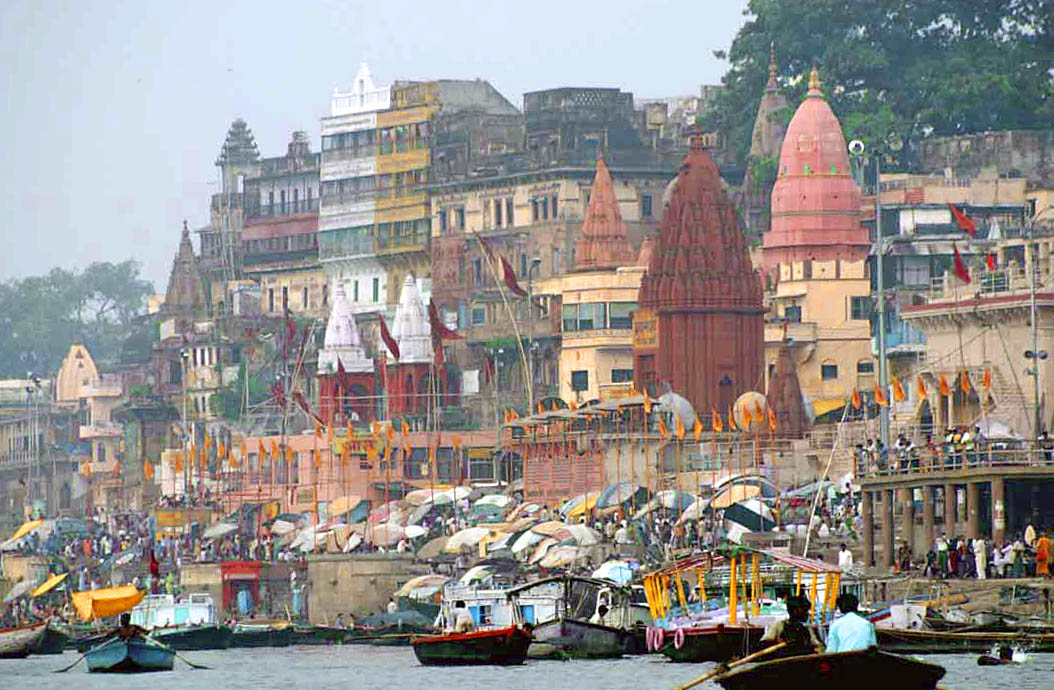
ダシャーシュワメード・ガート
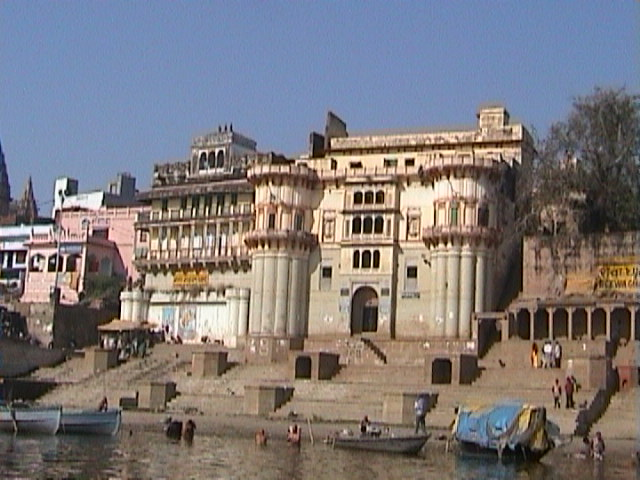
レーワン・ガート
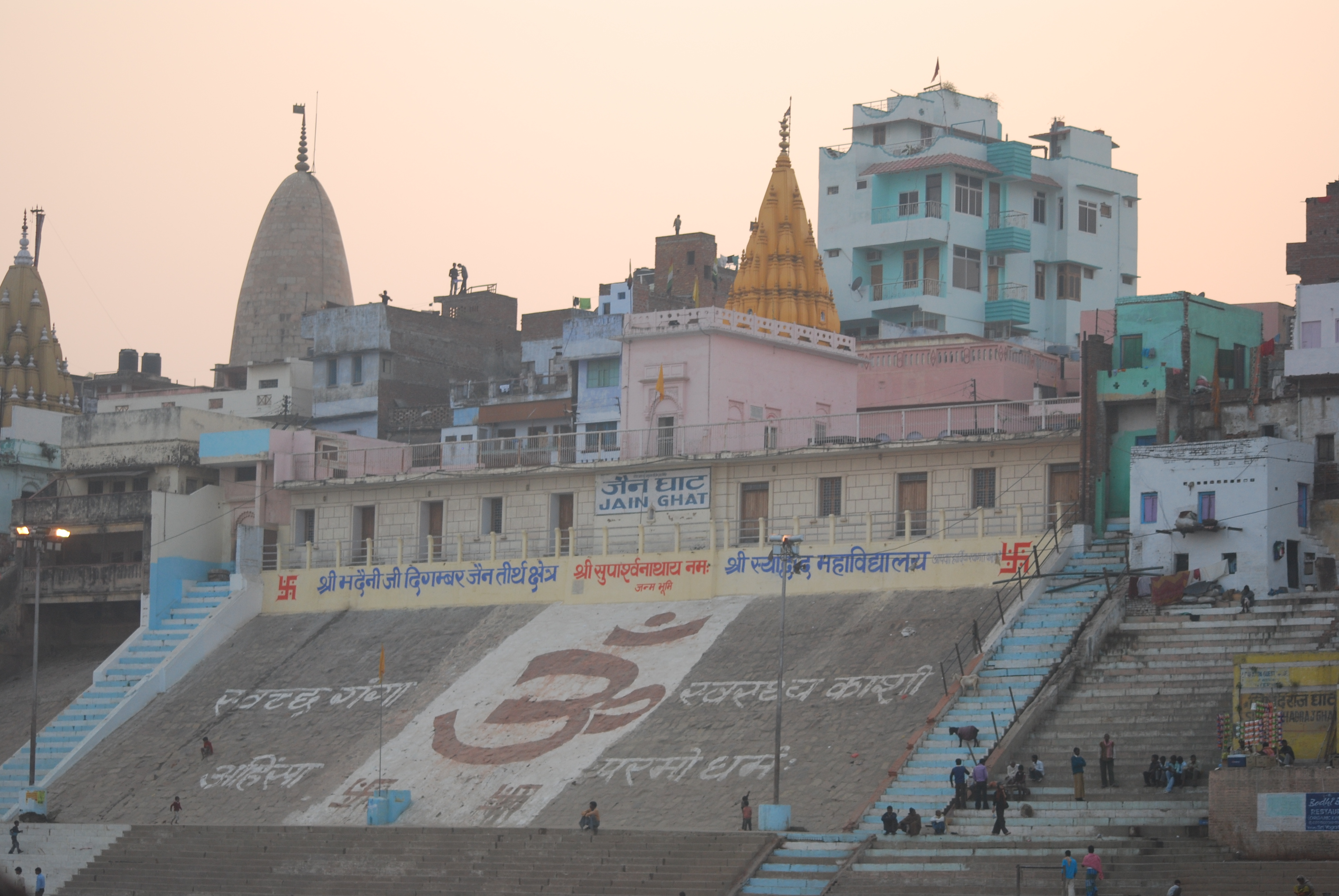
ジャイナ・ガート
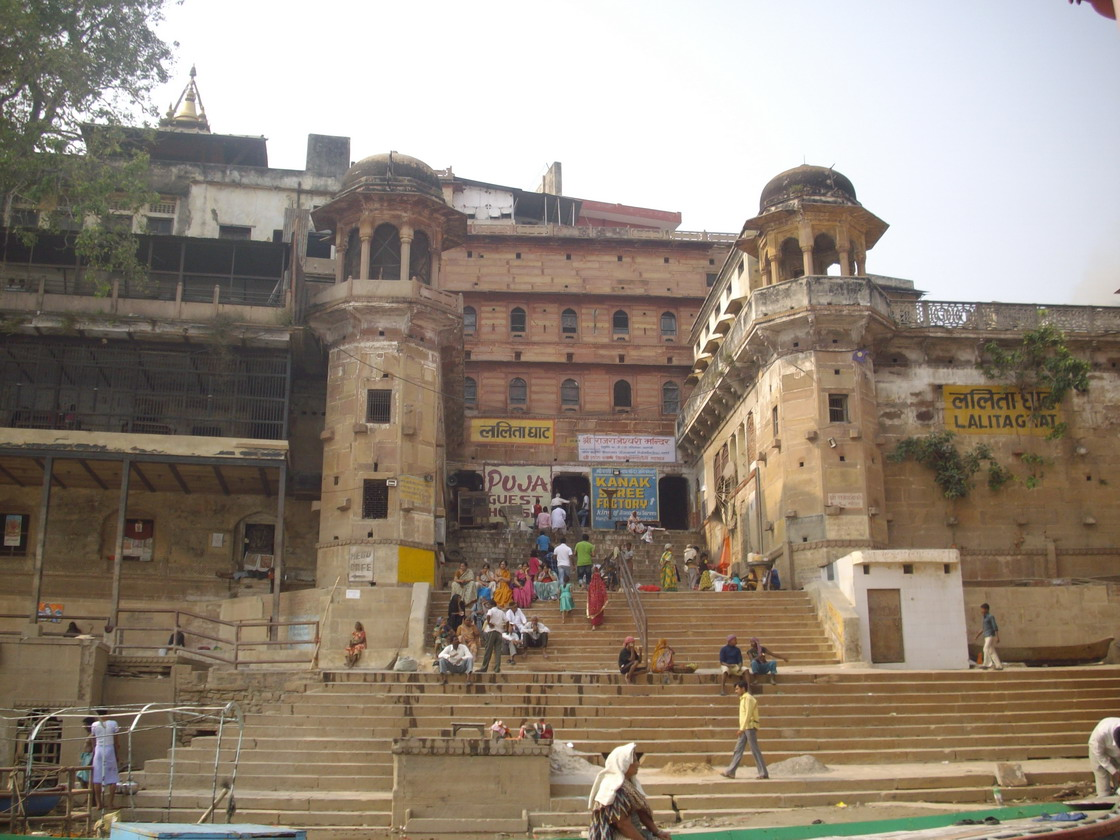
ラリター・ガート
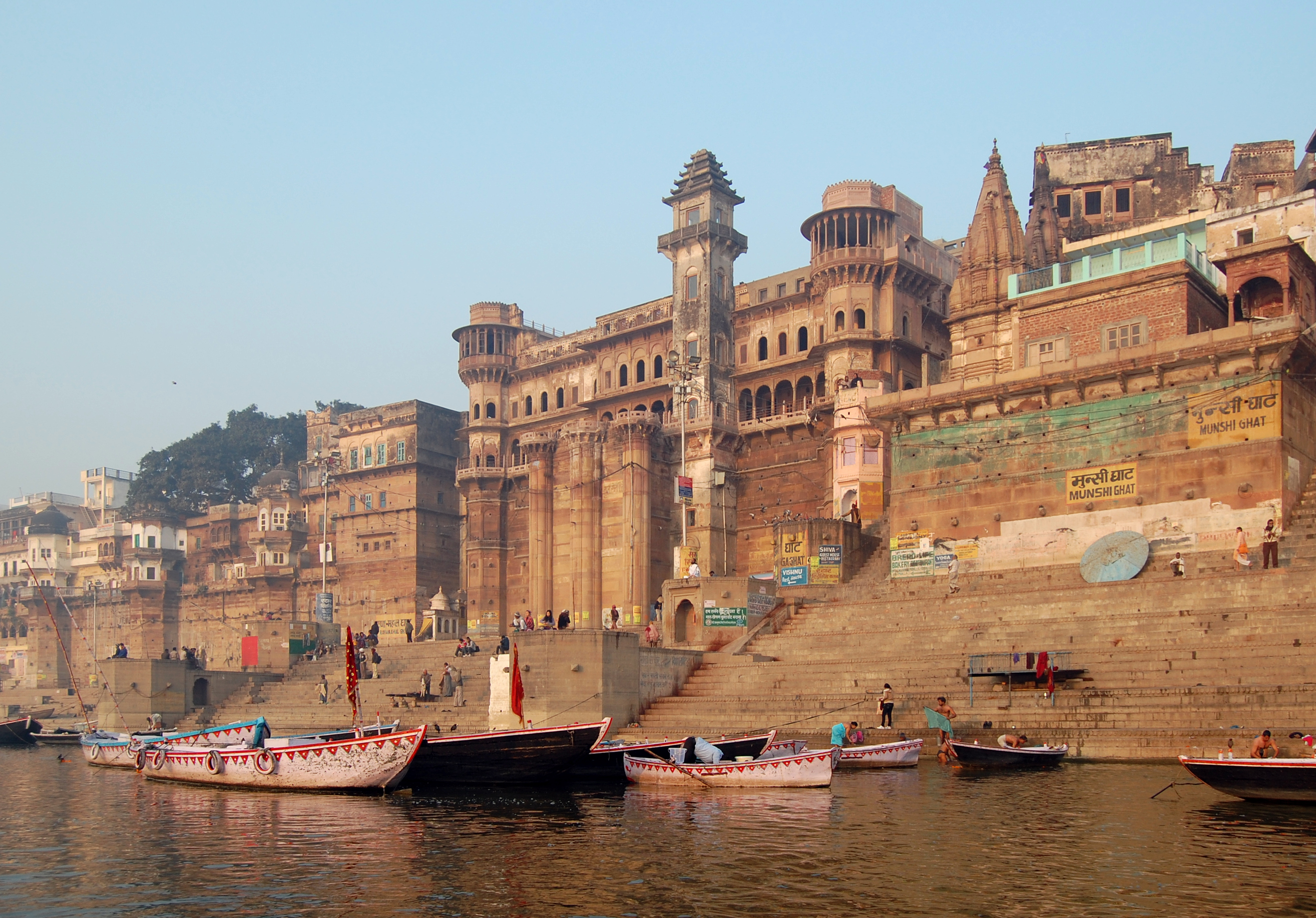
ムンシー・ガート

## 鹿野苑

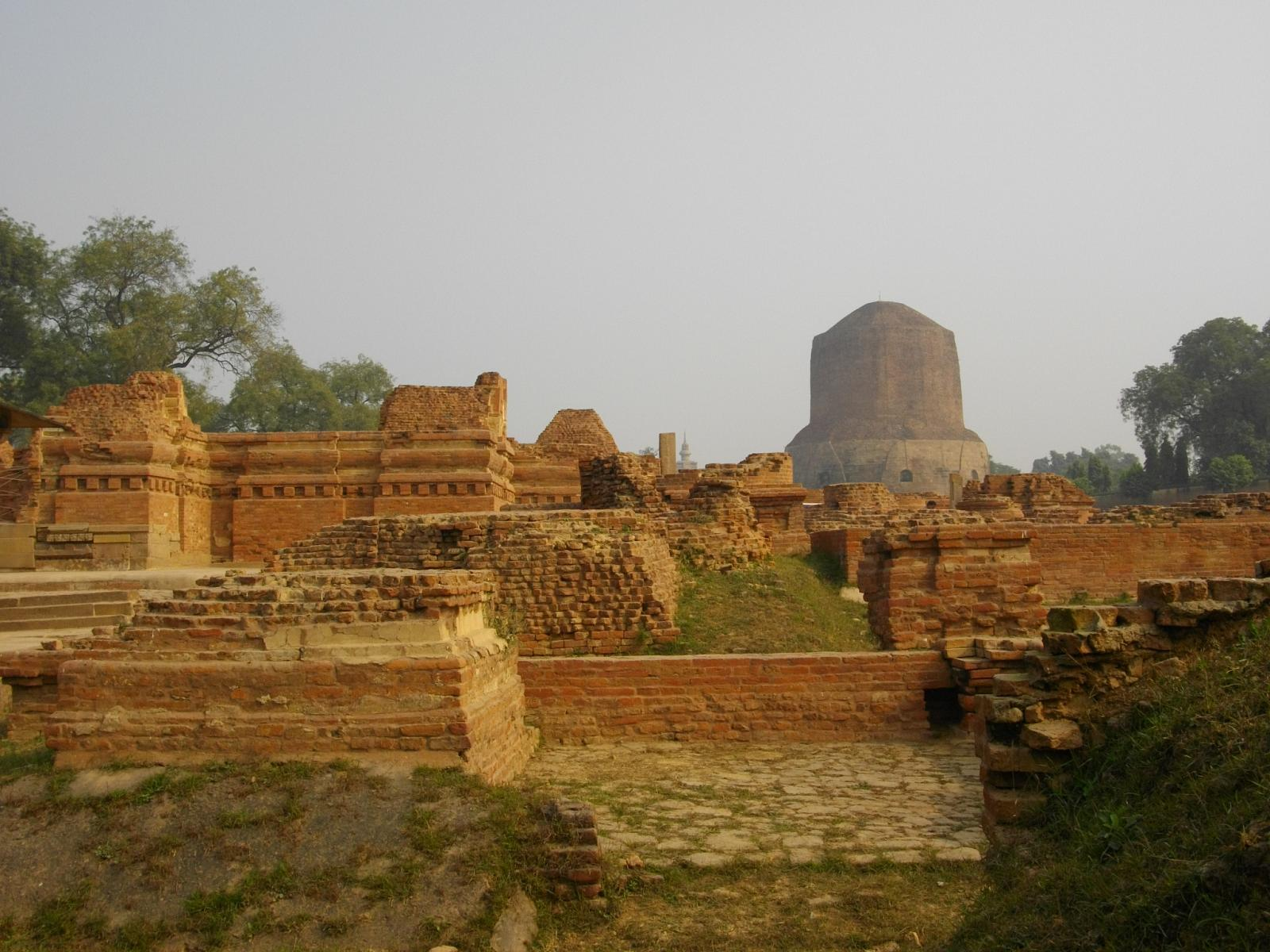
ダメーク・ストゥーパ（法眼塔）

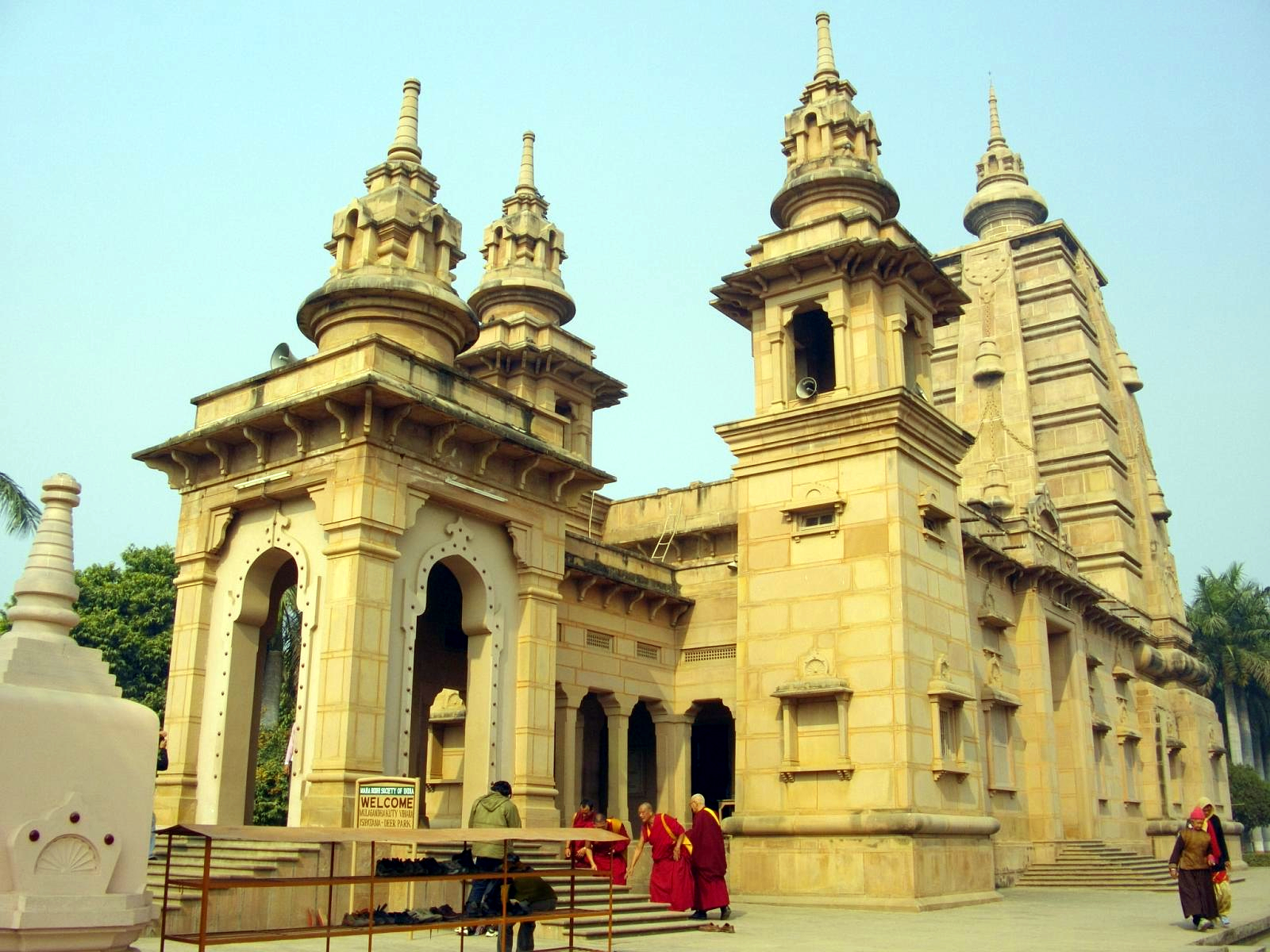
ムルガンダ・クティー寺院（初転法輪寺）

サールナートは、ヴァーラーナシーの北方約6kmに位置する。釈迦が悟りを開いた後、初めて説法を説いた地とされる初転法輪の地。仏教の四大聖地のひとつである。鹿が多くいたことから、鹿野苑（ろくやおん）とも表される。発掘の結果、アショーカ王（前3世紀中葉）の頃から12世紀までの遺址と多数の彫刻が出土し、ダルマラージカー塔と根本精舎を中心にグプタ時代に最も栄えたことが明らかになった。現在はインド政府によって整理され遺跡公園になっている。またこの周辺からは「サールナート仏」と呼ばれる仏像が多数出土し、最高傑作とも評される「初転法輪像」がサールナート考古博物館に収蔵されている。
- 初転法輪

ゴータマの父であるスッドダーナ（浄飯王）が出家したゴータマの身辺警護のため派遣した五比丘は、修行を捨てた釈迦が遠くから来るのを見て軽蔑の念を抱き歓迎を拒むことを決めた。しかし釈迦が徐々に近づくにつれ、その堂々とした姿を見て畏敬の念を抱き、自然に立ち上がって座に迎えた。自らが阿羅漢であり正等覚者（仏陀）であることを宣言した釈迦は、なお教えを受けることを拒む5人を説得して、最初の説法を為した。このとき説かれた教えは、中道とその実践法たる八正道、苦集滅道の四諦、四諦の完成にいたる三転十二行相、であったとされる。5人の修行者は釈迦の説法を歓喜して受けた。また、この時、5人のうちコンダンニャに「生ずるものはすべて滅するものである」という法眼が生じた（悟りを得た）。伝統的に、これは四沙門果の第一、預流果に達したことと説明されている。釈迦による五比丘への教導は比丘が3人ずつ順に托鉢を行い6人が食する合宿式に続けられ、ワッパ、バッディヤ、マハーナーマン、アッサジの4名にも次々と法眼が生じた。釈迦は次に「無我相」の教えを説き、五人比丘に五蘊無我の修習を指導した。五人はじき阿羅漢果（四沙門果の第四）に達して、釈迦を含めて6人の阿羅漢が誕生した。彼らは釈迦と共に初期仏教教団を創設し、インド各地で布教活動を行ったことから、「説法波羅奈」（せっぽうはらな）として釈迦の人生の4つの転機の1つに数えられている。
- ダメーク・ストゥーパ（英語版）

　　　釈尊の初転法輪の地に立つ。
- ムルガンダ・クティー寺院（初転法輪寺）

　　　野生司香雪が描いた壁画がある。
- 考古学博物館にアショーカ王の石柱

　　　四頭の獅子像があしらわれている。

## 文化
アーユルヴェーダ（インド医学）の医学書で、インド二大古典医学書の一つにも挙げられる『スシュルタ・サンヒター』は、当地に根拠を置くダンバンタリ学派の医師スシュルタによって著された。
北西インドのタキシラを中心とするアートレーヤ学派の古典医学書チャラカ・サンヒターが徹底して内科的治療を説くのに対し、スシュルタ・サンヒターには外科的治療法が詳しく語られている。
バナーラス・ヒンドゥー大学・通称BHU は、1916年にパンディト・マーラヴィーヤによって設立された、インドの民族文化を総合的に研究するために設立された歴史のある大きな国立大学である。約2万人の学生数を誇る。広大な敷地の中に、いくつものキャンパスが林立して、キャンパス内にはインド美術館や、新しく建てたヴィシュヴァナート寺院がある。近代ヒンドゥー教寺院の代表的な建造物として知られる。美術館では彫刻、細密画などが展示されている。
その他の大学は下記の通り。
- インド工科大学ヴァーラーナシー校

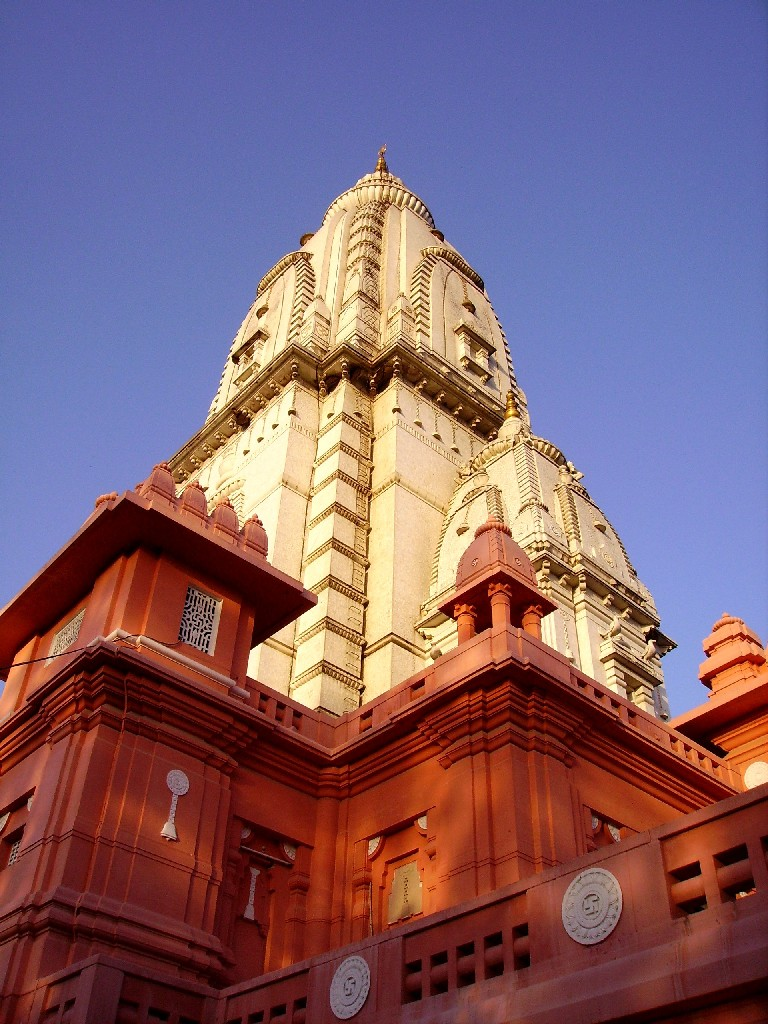
広大な敷地の中に、新ヴィシュヴァナート寺院が建てられる。

- サンプールナーナンド・サンスクリット大学（英語版）
- ウダイ・プラタープ・オートノマス大学（英語版）
- スクール・オブ・マネージメント・アンド・サイエンシズ（英語版）
- ヴァサンター大学（英語版）

## 観光
主な観光地は下記の通り。

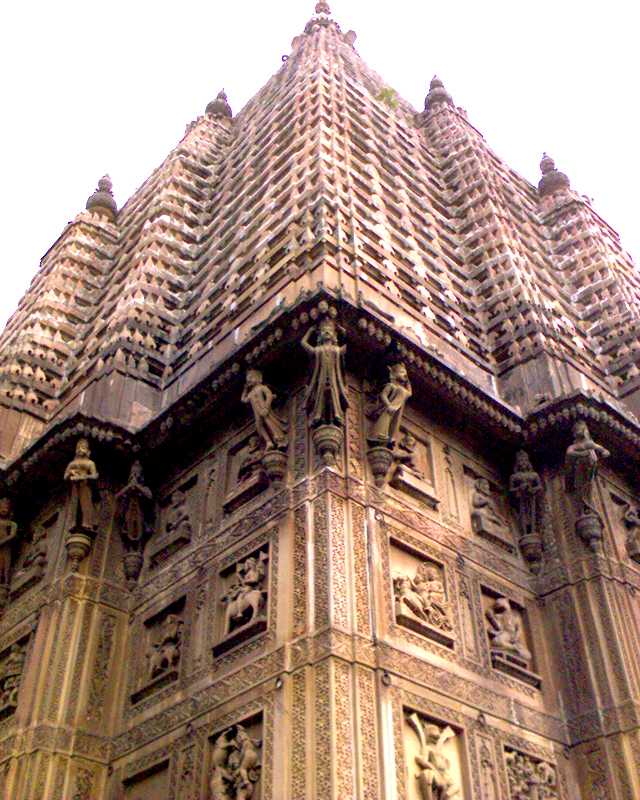
ドゥルガー寺院

- ガンジス川河岸：夜明けから巡礼者が沐浴し、祈りを捧げる場所。
- カーシー・ヴィシュヴァナート寺院 （Kashi Vishwanath Temple）：シヴァ神をまつった有名な寺院。現在の建物は1780年にアヒリヤー・バーイー・ホールカルによって再建されたもので、金のドームがありゴールデン・テンプルとも言われる。
- トゥルシー・マーナス寺院：白の大理石の壁面に、『ラーマーヤナ』の神話が彫られている。
- ドゥルガー寺院 （Durga Temple） ：シヴァ神の妃である女神ドゥルガーをまつっている。
- バーラト・マーター寺院：マハトマ・ガンディーが創始した寺院。
- バナーラス・ヒンドゥー大学 (Banaras Hindu University,BHU)
- サールナート：郊外約10キロにある。釈迦が初めて説法を行った場所。仏教では鹿野苑とも言う。紀元前3世紀にアショーカ王が設立した建築物の遺跡がある。
- ラームナガル城博物館
- ギャーンヴァーピー・モスク
- アーラムギール・モスク
- 考古学博物館

## 交通

### 航空

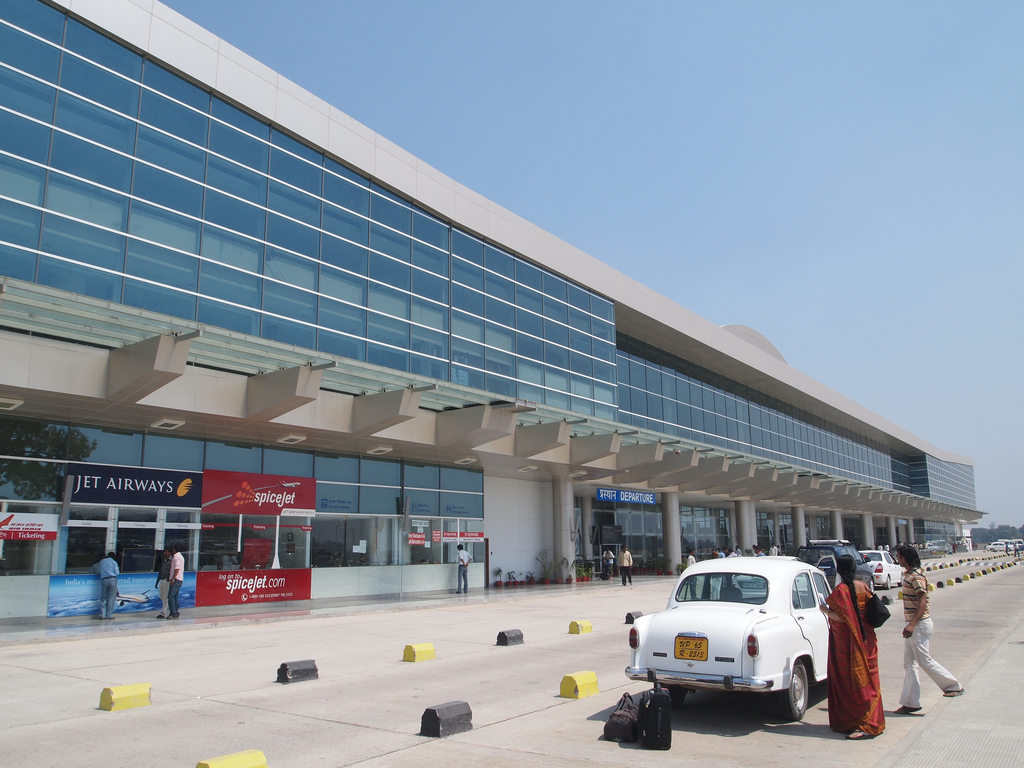
ヴァーラーナシー空港

ヴァーラーナシー空港 (Varanasi Babatpur Airport) ：市中心部から北西に25キロのところにある。国内線が多く、デリー、アーグラ、ジャイプルなどからの定期航路がある。また国際線ではネパールのカトマンズからの便が運航している。IATA空港コードはVNS。

### 鉄道
中心となる駅は旧市街地北部にあるインド国鉄のヴァーラーナシー・ジャンクション駅(Varanasi Junction)で、インド各地を結ぶ一日中多数発着する。この駅を始発・終着とする列車も多い。この駅の西側で路線は三方向に分かれ、東側では二方向に分かれる。西方向に向かう路線のうち2本は西隣の大都市で宗教都市でもあるプラヤガラージ（Prayagaraj、旧称Allahabad）へ続いており、ガンジス川左岸を通る点は一緒であるが別々のルートを通る。残る1本は北西に続き州都ラクナウ（Lucknow）へ続く。東側に向かう路線のうち1本はガンジス川左岸に沿って走り北上しゴーラクプル(Gorakpur)などへ向かう。残る一本は早々にガンジス川を渡り、ムガル・サラーイ駅(Mughal Sarai)へ繋がっている。このほかにいくつかの駅がある。
デリーまではプラヤガラージ経由、もしくはラクナウ経由で750-800㎞程度の距離となっており、プラヤガラージ経由の急行列車は最速8時間程度で結ぶ。東部の大都市コルカタまでもほぼ同程度の距離と時間である。デリーとの間には従来の機関車と寝台車を中心とした客車の編成に変わり、電車型車両で最高速度160km/hかつ座席車だけで構成された車両を用いたバンデバラト・エクスプレス(Vande Bharat express)が運転開始した。この列車はデリーを早朝に出発し8時間でジャンクション駅に午後着、同じルートを折り返してデリーに深夜に戻るという各地のシャターブディー急行（Shatabdi Express)のようなダイヤで運転されており、デリーから列車で日帰りでの往復が可能となった。
ヴァーラーナシー・ジャンクション駅(Varanasi Junction、国鉄略称 BSB)
旧市街地北部にある中心駅でホームは5面9線、下記のように発着容量の問題もあり一部列車は当駅ではなくその他の駅に発着で運転される。駅構内に観光案内所のほか、外国人を対象にした国鉄の切符売り場が設けられており、寝台や指定席をインド人枠よりも購入しやすい外国人枠で切符を購入することが可能。
デリーと各地の州都を結ぶラージダーニー急行（Rajdhani Express）のうち、当地周辺を走る列車は殆どが後述のムガールサライ駅経由で運転されるが、極東部アッサム州とデリーを結ぶラージダーニー急行だけはラクナウから当駅を経由して運転されるものがある。
バラナス駅（Baranas、国鉄略称BSBS）（旧称：マンデュワディ駅 Manduadih、旧略称 MUV）
旧市街地の西部にあり、プラヤガラージとジャンクション駅を結ぶ2線のうち南側を通る路線上に位置する。駅北側に小規模ながら操車場を持ち、西方各地へと向かう列車を中心に混雑するジャンクション駅まで乗り入れずに当駅発着で運転されるものがある。デリーと当地を結ぶ寝台列車シヴァ・ガンガエクスプレス（Shiv Ganga express）やプネーと当地を結ぶギャン・ガンガエクスプレス（Gyan Ganga express）など長距離急行列車10本余りは当駅発着である。駅構内を含めプラヤガラージまでの区間は非電化であったが上記の電車型特急を当駅経由で運転させるために電化工事が行われた。また、この区間は全線単線であったが、部分的に複線化工事が進められている。
駅西方に国鉄の機関車工場Banaras Locomotive Worksがあり当駅と引き込み線でつながっている。ここでは電気機関車や電気・ディーゼル両用車両を中心に製造している。かつてはディーゼル機関車の製造が多く、2019年まではDiesel Locomotive Worksと呼ばれていたが、上記電車型特急の運転開始に伴う周辺の電化の進展とともに主力製品の変更及び改称を行った。
ヴァーラーナシー・シティー駅(Varanasi City、国鉄略称 BCY)
旧市街地北部にある駅でジャンクション駅東側にある駅。日本寺があることで知られるサールナート駅(Sarnath)のある路線上に位置する。この先でガンジス川左岸に沿いながらバルリア(Ballia)等を経由してビハール州へ向かう路線と、北へ向かいへゴーラクプル(Gorakhpur)向かう路線に分かれる。普通列車や短距離の急行列車を中心にバルリア・ゴーラクプル方向への始発列車が何本か設定されている。
カーシー駅(Kashi、国鉄略称KEI)
旧市街の北東、ガンジス川の袂にあり、ジャンクション駅と下記パンディーディーンデヤル駅とを結ぶ路線上にある駅。停車列車は少ない。
パンディ・ディーンデヤル・アッパダーヤ駅 (Pt. Deen Dayal Upadhyaya Junctiron 国鉄略称 DDU ）
2018年6月に現在の名前に改称されたが、それまではムガルサライ駅（Mughalsarai Junction、略称 MGS）と呼ばれていた駅。現在の駅名に入るDeendayal Upadhyaya（1916-1968）は人名でインドの政治活動家、「Pt.」はパンディット（Pandit）の略でサンスクリット語で学者や教師を示す敬称である。
ガンジス川左岸に広がるヴァラーシーとは対岸側、川の右岸側のムガルサライ地区にある巨大なターミナル駅である。プラヤガラージ（イラーハーバード）から当駅までの区間はいくつかルートがあるが、川の左岸側を通るヴァラーナーシ経由よりも右岸側のミールザープル（Mirzapur）経由の方が本線の扱いになっており、電化複線化などの改良も早期に行われた。このためデリーとコルカタを結ぶラージダーニー急行（Rajdhani Express）を始めとしてヴァラーナシーを終点としない列車は川の右岸経由で運転される場合が多く、右岸にあるこの駅もヴァラーナシーの玄関口の一つとなっている。アジア最大とされる操車場や機関区を併設し、機関車の付け替えも終日にわたって頻繁に行われる国鉄の要衝である。

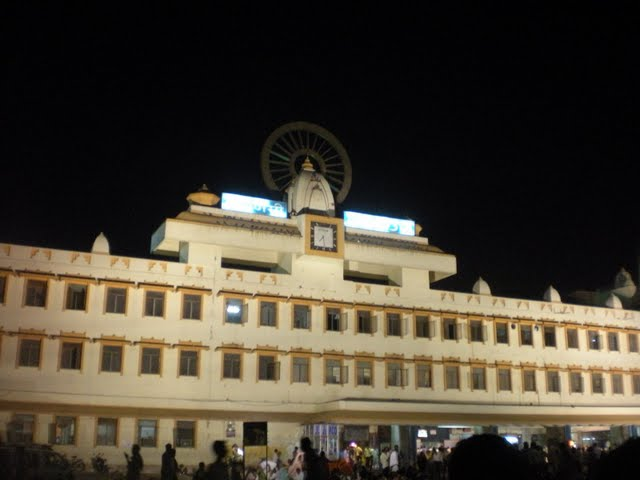
ジャンクション駅旧市街側出口
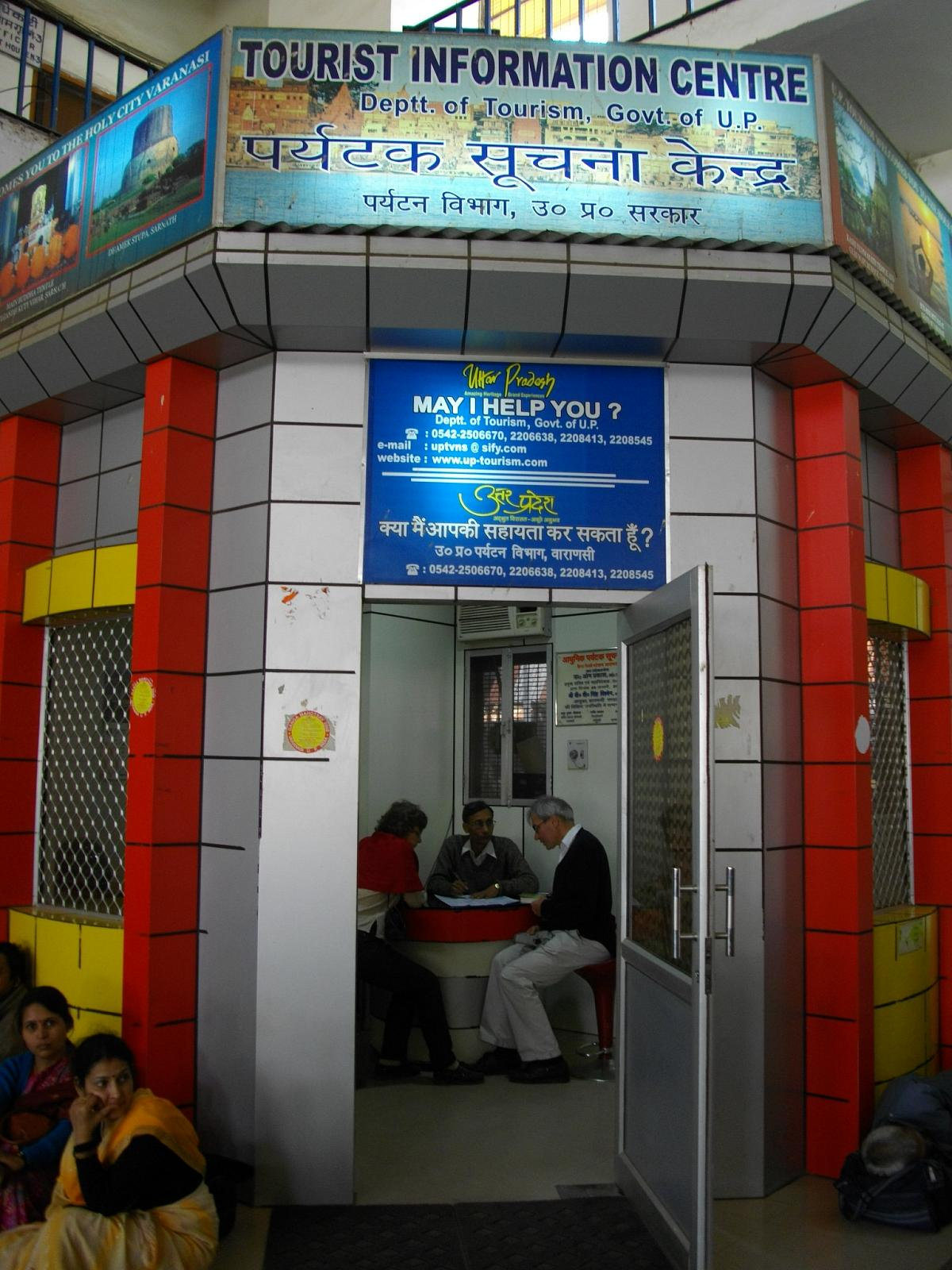
ジャンクション駅構内の観光案内所
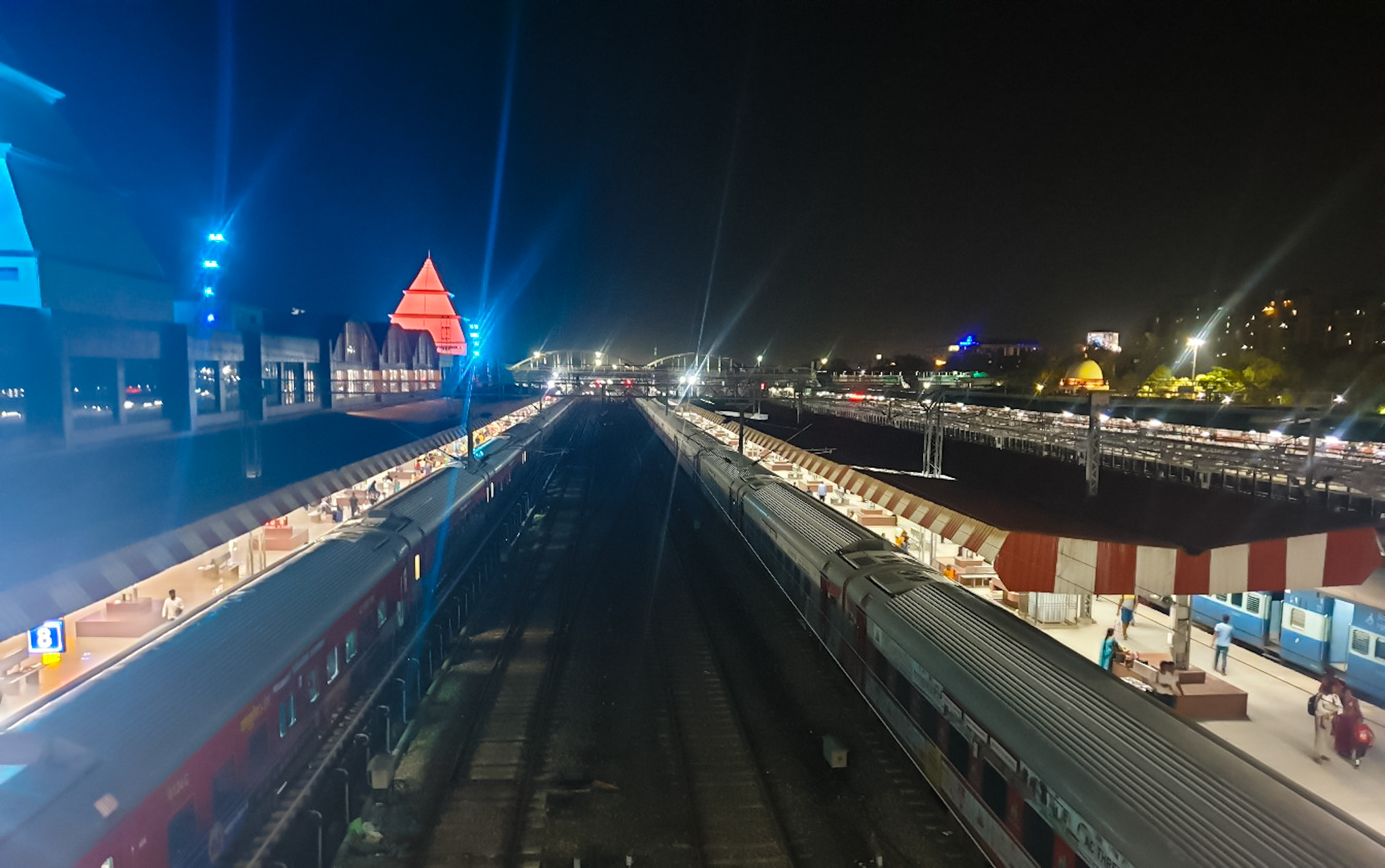
バナラス駅ホーム

## 事故
- 2018年5月15日 - 市内で建設が進められている高速道路の高架橋が落下。建設現場付近を走行していた自動車、リクシャーなどに橋桁が直撃し、18人以上が死亡する惨事となった[4]。

## 出身人物
- ビスミッラー・カーン（英語版）（シャハナーイ奏者）
- カビール（詩人、宗教家）
- ラヴィ・シャンカル（シタール奏者）
- サチン・ナグ（競泳選手）
- ジェームズ・ブルック（探検家。サラワク王国初代国王）
- プレームチャンド（作家）
- カーシーナート・シン（作家）

## 姉妹都市･提携都市
姉妹都市
- カトマンズ（ネパール連邦民主共和国 第三州）

パートナーシティ
- 京都市（日本国 京都府）
2014年（平成27年）8月30日 パートナーシティ提携[5][6]

## 日本との関係
- 能『一角仙人』
- ヴァーラーナシーは、三島由紀夫『豊饒の海』、遠藤周作『深い河』、沢木耕太郎『深夜特急』をはじめ多くの作品に取り上げられた。